# 格林菲尔德 (爱荷华州)
格林菲尔德（Greenfield）是美国艾奥瓦州亚代尔县的城市，为县府所在地，面积为4.7平方公里。根据2010年美国人口普查数据，该城市人口为1,982人。